# Rafael de Moner
Rafael de Moner i de Bassedes (?- 9 de gener de 1704) fou un eclesiàstic català, que arribà a ostentar els càrrecs d'abat de Sant Pere de Rodes (1687-1698) i de Santa Maria de Ripoll (1699-1704). Era fill de Francesc de Moner i de Puigmarí, donzell de Camprodon i Francesca de Bassedes i de Biure. Va participar en les sessions de les Corts de 1701.